# به‌زودی بهتر می‌شی
«به‌زودی بهتر می‌شی» (به انگلیسی: Soon You'll Get Better) ترانه‌ای از خواننده-ترانه‌سرای آمریکایی تیلور سوئیفت است که در هفتمین آلبوم استودیویی‌اش، عاشق (۲۰۱۹) قرار داشت.